# Brycinus leuciscus
Brycinus leuciscus és una espècie de peix de la família dels alèstids i de l'ordre dels caraciformes.

## Morfologia
- Els mascles poden assolir 12 cm de longitud total[4] i 10 g de pes.[5][6]

## Hàbitat
És un peix d'aigua dolça i de clima tropical (22 °C-27 °C).

## Distribució geogràfica
Es troba a Àfrica.

## Estat de conservació
La seua principal amenaça és la desforestació (sedimentació) a causa de males pràctiques agrícoles.